# 約翰·維克
強納森·「約翰」·維克（英語：Jonathan "John" Wick），本名賈達尼·喬沃諾維奇（英語：Jardani Jovanovich），是《捍衛任務系列》中的虛構角色，由基努·李維飾演。維克是一位已退休的傳奇殺手，直到俄羅斯黑幫老大的兒子闖入他的家、偷了他的車，並殺死已故妻子海倫送給他的小狗黛西後才復出。

## 角色生平
約翰·維克本名賈達尼·喬沃諾維奇（Jardani Jovanovich），是生於白俄羅斯蘇維埃社會主義共和國的孤兒。他被一個名為拉斯卡·羅馬的刺客集團招募，並接受了該集團的領導者——紐約市一位稱為「總監」（The Director）的女性的培訓。在總監的監督下，約翰接受了殺手的訓練，並學習了包括武術、槍械和其他武器等殺手技能。離開拉斯卡·羅馬後，他因未具體說明的罪行被捕。獲釋後約翰加入大陸飯店（The Continental）。約翰最終成為了以維果·塔拉索夫（Viggo Tarasov）為首的紐約俄羅斯黑手黨「塔拉索夫家族」的殺手，人稱芭芭雅嘎。
最終，約翰愛上了一個名叫海倫（Helen）的女人。約翰希望拋開殺手的過去，過上正常人的生活，他與維果·塔拉索夫會面，後者同意如果約翰完成一項「不可能完成」的任務就給予他自由。為了實現他的目標，約翰向義大利犯罪集團「卡莫拉」的領導者桑提諾·德安托紐（Santino D'Antonio）求助，使他欠了桑提諾一個叫做「標記」的血誓。約翰消滅了所有塔拉索夫的競爭幫派，讓維果成為紐約最強大的犯罪組織的頭目之一。約翰退休後與海倫結婚，他的名聲如今已成為傳奇，兩人幸福地一起生活五年。

### 捍衛任務（2014年）
在海倫因絕症去世後，與社會隔絕的約翰每天開著他珍貴的1969年野馬Boss 429，並照顧小獵犬黛西，一隻由海倫生前送的最後一份禮物。當維果的兒子尤瑟夫·塔拉索夫（Iosef Tarasov）闖入約翰的家，襲擊了他，偷走他的愛車並殺死黛西後，約翰開始展開了他的復仇之路。維果知道約翰會不惜一切代價殺死尤瑟夫，派出無數刺客試圖保護他的兒子但並不成功。約翰最終殺死了尤瑟夫和維果，並從動物收容所救出一隻計劃實施安樂死的比特犬並帶回家中。

### 捍衛任務2：殺神回歸（2017年）
成功向塔拉索夫復仇後，約翰從維果的弟弟艾倫取回了他的愛車，並與他達成了休戰協議。希望重返退休生活的約翰卻被桑提諾前來拜訪。桑提諾要求約翰完成他的血誓，暗殺自己的姐姐吉安娜·德安托紐（Gianna D'Antonio）以取代她在高桌會的位置。約翰拒絕後，導致桑提諾摧毀了他的房子。儘管約翰並不情願，但他還是前往羅馬履行他的誓言，殺死了昔日的老朋友吉安娜。桑提諾派他的保鏢阿瑞斯（Ares）和吉安娜的前保鏢卡西恩（Cassian）追捕約翰，但最終兩人都被約翰殺死。桑提諾開出700萬美元的懸賞令，讓約翰受到不同的殺手追擊。約翰向包厘幫之王（Bowery King）尋求協助。約翰襲擊了桑提諾所在的博物館但被桑提諾跑掉。最終約翰在大陸飯店找到了桑提諾。約翰在大陸飯店內殺死了桑提諾，打破了飯店不得殺人的規矩，迫使飯店的所有者兼經理溫斯頓（Winston）逐出他的會員資格，意味著飯店將不會再向約翰提供服務。然而，溫斯頓給了約翰一個小時的時間逃亡。

### 捍衛任務3：全面開戰（2019年）
逐出飯店後，筋疲力盡且負傷的約翰準備逃離紐約。在1400萬美元的懸賞令發佈後，約翰遭到各路殺手襲擊。約翰找上了總監，後者協助他逃往摩洛哥。約翰與老朋友兼卡薩布蘭加大陸飯店的經理蘇菲亞·阿-拉茲沃（Sofia Al-Azwar）會面。蘇菲亞協助他找到了高桌會首腦「長老」（The Elder）。長老同意取消約翰被逐出飯店的決定，條件是讓約翰殺死溫斯頓並為高桌會效命至死。約翰切斷了他的無名指，並將他的結婚戒指獻給長老以表忠誠。回到紐約後，約翰再次成為刺客的目標，直至抵達不得殺人的避風港大陸飯店。約翰與溫斯頓重聚並決定放過他。相反地，約翰和飯店的接待員沙隆（Charon）與高桌會及其執法人員作戰。成功擊退一眾殺手後，溫斯頓與高桌會代表審判員（The Adjudicator）在飯店的屋頂進行談判。最終，溫斯頓故意向穿著避彈衣的約翰開槍，以恢復他在高桌會的地位，約翰從屋頂摔到地下後被包厘幫之王救走。包厘幫之王因為協助約翰被審判員派出的刺客傑洛（Zero）所懲罰，揚言要向高桌會開戰，而約翰同意加入。

## 外部連結
- 約翰·維克在IMDb上的資料